# جی کوان براون
جی کوان براون (انگلیسی: J'Covan Brown؛ زادهٔ ۱۴ فوریهٔ ۱۹۹۰) بازیکن بسکتبال اهل ایالات متحده آمریکا است.